# Prometheus (film)
Prometheus este un film științifico-fantastic din 2012, regizat de Ridley Scott după un scenariu de Jon Spaihts și Damon Lindelof, cu Noomi Rapace, Michael Fassbender, Guy Pearce, Idris Elba, Logan Marshall-Green și Charlize Theron în rolurile principale. Acțiunea filmului are loc la sfârșitul secolului XXI, fiind centrată pe echipajul navei spațiale Prometheus care se află în căutarea originilor omenirii într-o altă lume. 
Filmul a fost inițial conceput ca un prequel al filmului științifico-fantastic de groază din 1979 Alien, dar a evoluat prin a explora o mitologie de sine stătătoare față de cea din franciza Alien. Filmul este distribuit de 20th Century Fox. Acțiunea filmului are loc cu aproximativ 30 de ani înainte de evenimentele descrise în filmul original Alien din 1979, personajele principale fiind tot echipajul navei Prometheus. În noua versiune revizuită a filmului Prometheus, care se bazează pe o mitologie de sine stătătoare, echipajul de pe nava Nostromo descoperă gigantice ființe extraterestre. Filmările au început în martie 2011 sub conducerea regizorului Ridley Scott. Premiera a avut loc la 30 mai 2012 în Belgia, Franța și Elveția. În Regatul Unit filmul a fost lansat pe 1 iunie 2012, iar în America de Nord pe 8 iunie 2012.

## Povestea
În timp ce silueta unei nave spațiale se îndepărtează, un extraterestru umanoid bea un lichid întunecat cu bule și apoi începe să se dezintegreze. După ce rămășitele sale cad într-o cascadă, ADN-ul extraterestrului declanșează o reacție biogenetică.
În 2089, arheologii Elizabeth Shaw și Charlie Holloway descoperă o hartă stelară care apare la mai multe culturi antice care n-au avut legături între ele. Ei interpretează acest lucru ca pe o invitație din partea înaintașilor umanității pe care-i denumesc „ingineri”. Peter Weyland, cel mai în vârstă președinte al Weyland Corporation, finanțează crearea navei științifice Prometheus care să ajungă pe satelitul îndepărtat LV-223. Echipajului navei călătorește în stază, în timp ce androidul David îi monitorizează în timpul călătoriei. După ce ajung la destinație în 2093, ei sunt informați cu privire la misiunea lor de a găsi „inginerii”. Conducătorul misiunii Meredith Vickers cere echipajului să evita contactul fără permisiunea ei. Modulul de „aterizare” al navei Prometheus coboară în apropiere de o uriașă structură artificială care este cercetată de o echipă. 

„Inginerul” care se sacrifică la începutul filmului Prometheus

În interior se afla numeroși cilindri din piatră, o statuie monolitică a unui cap de umanoid și cadavrul unui extraterestru gigant, considerat a fi un „inginer”. Ei găsesc alte cadavre și presupun că specia este pe cale de dispariție. Androidul David ia în secret un cilindru, în timp ce din restul cilindrilor începe să se scurgă un lichid închis la culoare. O puternică furtună care se apropie rapid forțează echipa să se întoarcă pe Prometheus, lăsând membri ai echipajului (Millburn și Fifield) blocați în interiorul structurii. În navă, ADN-ul „Inginerului” este cercetat și se constată că se potrivește cu cel al oamenilor. Între timp, David investighează cilindrul și descoperă un lichid închis la culoare. El îi dă lui Holloway să bea un pahar conținând o picătură cu țepi a acestei substanțe. Curând, Shaw și Holloway fac sex.
În interiorul structurii, o creatură reptiliană asemănătoare unui șarpe îl ucide pe Millburn și pulverizează un lichid coroziv care topește casca lui Fifield, expunându-l la scurgerile lichidului închis la culoare. Restul echipajului revine mai târziu în structură și găsește cadavrul lui Millburn. Între timp, David găsește o cameră de control care conține un inginer viu în stază și o hartă stelară centrată pe planeta Pământ. Din cauza substanței înghițite, Holloway are o infecție care face rapid ravagii în corpul său și se grăbește să se întoarcă pe Prometheus. Vickers refuză să-l lase la bord, și, deoarece insistă și devine foarte agresiv, este ucis greu cu un aruncător de flăcări. Mai târziu, o scanare medicală arată că Shaw, în ciuda faptului că este sterilă, este însărcinată cu un pui extraterestru. Shaw folosește o stație automată de operații ca să-l scoată. Se dezvăluie că Weyland a fost tot timpul la bordul navei în stază și îi explică lui Shaw că vrea să le ceară „inginerilor” să-l întinerească și să-l facă nemuritor. Înainte ca Weyland să plece spre structura extraterestră, Vickers îl zice "Tată".
Fifield, care s-a transformat într-un mutant, atacă hangarul navei și ucide mai mulți membri ai echipajului înainte de a fi el însuși ucis. Janek, căpitanul navei Prometheus, crede că structura a fost parte a unei baze militare a „inginerilor” , care au pierdut controlul asupra unor arme biologice, adică lichidul închis la culoare. Janek, de asemenea, stabilește că structura subterană este de fapt o navă spațială. Weyland și cu o echipă se reîntorc la structură și-l trezesc pe „inginer”. David îi vorbește „inginerului”, dar acesta îl decapitează și apoi îl ucide pe Weyland împreună cu toată echipa sa. Shaw scapă din nava spațială pe care „inginerul” o activează. Capul încă activ al lui David îi dezvăluie lui Shaw că „inginerul” va pleca cu nava sa pentru a împrăștia lichidul negru pe planeta Pământ pentru a „curăța” toată planeta de oameni cu scopul de a începe o nouă creație. Shaw îl convinge pe Janek să oprească nava „inginerului”. Vickers ia o navetă de salvare și este aruncată afară din navă înainte ca Janek să ciocnească Prometheus de nava spațială a „inginerului”. Nava extraterestră este avariată și se prăbușește, omorând-o pe Vickers. Shaw se duce pe naveta de salvare a lui Vickers unde vede că puiul extraterestru care a fost în ea este încă în viață și are deja dimensiuni gigantice. David o avertizează pe Shaw că „inginerul” a supraviețuit accidentului și vine după ea. Shaw eliberează puiul extraterestru care începe să se lupte cu „inginerul”, imobilizându-l și ucigându-l. Shaw recuperează capul lui David și restul corpului său. Cu ajutorul androidului, ea lansează o altă navă spațială a „inginerilor”. Ea nu pleacă spre Pământ, dimpotrivă, intenționează să ajungă pe planeta de origine a „inginerilor” pentru a încerca să înțeleagă de ce aceștia au creat umanitatea doar pentru ca mai târziu să intenționeze s-o distrugă.
În naveta de salvare, o creatură extraterestră iese violent din pieptul „inginerului”.

## Distribuția

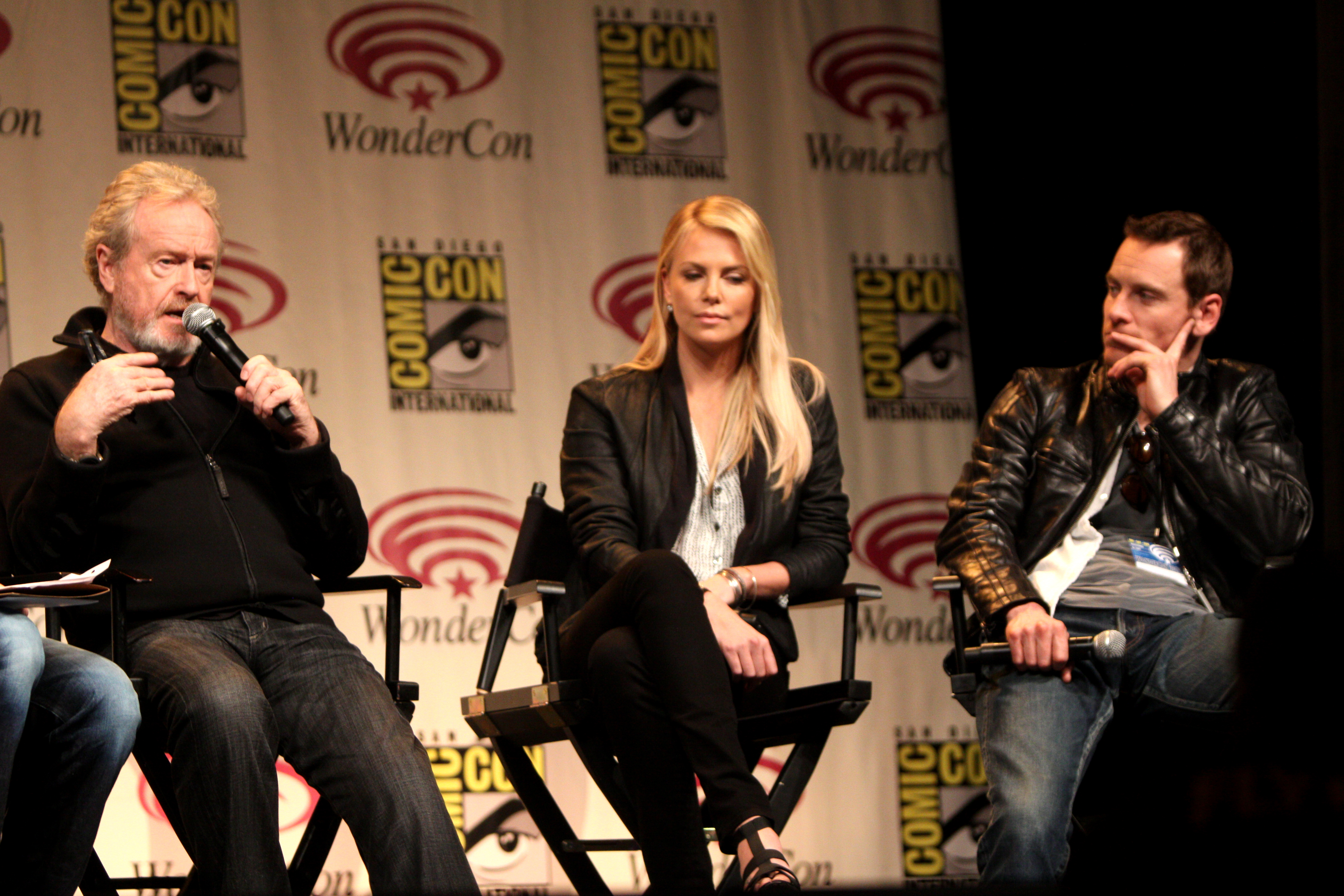
Regizorul Ridley Scott, Charlize Theron și Michael Fassbender

În octombrie 2010, mai multe actrițe s-au întâlnit cu Scott pentru un rol în film, Natalie Portman și Noomi Rapace fiind primele concurente.
Membrii principali ai filmului 'Prometheus' sunt:
- Noomi Rapace este Elizabeth Shaw. Rapace s-a întâlnit cu Scott în august 2010 pentru rolul principal din film.[7] Alte actrițe care au fost luate în considerare pentru acest rol sunt Gemma Arterton, Carey Mulligan sau Abbie Cornish.[8][9] În ianuarie 2011, Rapace a fost confirmată în rolul Dr. Elizabeth Shaw, un personaj asemănător cu Ellen Ripley din franciza „Alien”.[10][11]
- Charlize Theron este Meredith Vickers.[12][13][14] Michelle Yeoh, despre care se zvonea anterior că va interpreta personajul, l-a descris ca fiind o femeie de cca. patruzeci de ani, dură, dar și sexy.[15]
- Michael Fassbender este David, un android.[15][16]
- Darwin Shaw este Inginerul.[17]
- Matthew Rook este Inginerul mai bătrân.[17]
- Idris Elba este Cpt. Janek[12][18]
- Logan Marshall-Green este Holloway, de care Elizabeth e îndrăgostită.[19][20]
- Kate Dickie[12]
- Guy Pearce[21]
- Benedict Wong este Ravel[22]
- Emun Elliot este Chance[22]
- Rafe Spall ca Millburn[23][24]
- Ben Foster[12]
- Sean Harris ca Fifield[25]
- James Payton[26]
- Patrick Wilson[27]

## Premii
| An   | Premiu                                      | Categorie                                                                    | Recipient                                                                                | Rezultat     | Ref.   |
| ---- | ------------------------------------------- | ---------------------------------------------------------------------------- | ---------------------------------------------------------------------------------------- | ------------ | ------ |
| 2012 | Golden Trailer Awards                       | Summer 2012 Blockbuster Trailer                                              | Prometheus / "Not Alone", 20th Century Fox, Wild Card                                    | Nominalizare | [ 28 ] |
| 2012 | Golden Trailer Awards                       | Best Sound Editing                                                           | Prometheus, 20th Century Fox, Skip Film                                                  | Nominalizare | [ 28 ] |
| 2012 | Key Art Awards                              | Digital                                                                      | "Weyland Industries" website                                                             | Câștigat     | [ 29 ] |
| 2012 | Key Art Awards                              | Innovative Media                                                             | Prometheus                                                                               | Câștigat     | [ 29 ] |
| 2012 | Los Angeles Film Critics Association Awards | Best Art Direction                                                           | Alex Cameron                                                                             | Câștigat     |        |
| 2012 | Phoenix Film Critics Society                | Best Visual Effects                                                          | Richard Stammers, Charley Henley și Martin Hill                                          | Nominalizare |        |
| 2012 | Satellite Awards                            | Visual Effects                                                               | Richard Stammers, Charley Henley și Martin Hill                                          | Nominalizare | [ 30 ] |
| 2012 | Satellite Awards                            | Sound (Editing and Mixing)                                                   | Victor Ray Ennis, Ann Scibelli, John Cucci and Mark P. Stoeckinger                       | Nominalizare | [ 30 ] |
| 2012 | Teen Choice Awards                          | Choice Movie Breakout                                                        | Noomi Rapace                                                                             | Nominalizare | [ 31 ] |
| 2012 | Teen Choice Awards                          | Choice Summer Movie – Action                                                 | Prometheus                                                                               | Nominalizare | [ 31 ] |
| 2012 | Teen Choice Awards                          | Choice Summer Movie Star – Female                                            | Charlize Theron (de asemenea pentru Snow White & the Huntsman)                           | Nominalizare | [ 31 ] |
| 2013 | Premiile Oscar                              | Best Visual Effects                                                          | Richard Stammers, Trevor Wood, Charley Henley and Martin Hill                            | Nominalizare | [ 32 ] |
| 2013 | ADG Excellence in Production Design Award   | Fantasy Film                                                                 | Arthur Max                                                                               | Nominalizare | [ 33 ] |
| 2013 | Premiile BAFTA                              | Special Visual Effects                                                       | Richard Stammers, Charley Henley, Trevor Wood, Paul Butterworth                          | Nominalizare | [ 34 ] |
| 2013 | Critic's Choice Award                       | Best Sci-Fi/Horror Movie                                                     | Prometheus                                                                               | Nominalizare | [ 35 ] |
| 2013 | Golden Reel Awards                          | Best Sound Editing — Sound Effects and Foley in a Feature Film               | Prometheus                                                                               | Nominalizare | [ 36 ] |
| 2013 | Visual Effects Society                      | Outstanding Compositing in a Feature Motion Picture                          | Xavier Bourque, Sam Cole, Simone Riginelli, Denis Scolan pentru "Engineers & the Orrery" | Nominalizare | [ 37 ] |
| 2013 | Visual Effects Society                      | Outstanding Created Environment in a Live Action Feature Motion Picture      | Julien Bolbach, Marco Genovesi, Martin Riedel, Marco Rolandi pentru "LV-233"             | Nominalizare | [ 37 ] |
| 2013 | Visual Effects Society                      | Outstanding Visual Effects in a Visual Effects-Driven Feature Motion Picture | Paul Butterworth, Charley Henley, Allen Maris, Richard Stammers pentru Prometheus        | Nominalizare | [ 37 ] |
| 2013 | London Film Critics' Circle Awards          | Supporting Actor of the Year                                                 | Michael Fassbender                                                                       | Nominalizare |        |
| 2013 | Saturn Awards                               | Best Science Fiction Film                                                    | Prometheus                                                                               | Nominalizare | [ 38 ] |
| 2013 | Saturn Awards                               | Best Supporting Actor                                                        | Michael Fassbender                                                                       | Nominalizare | [ 38 ] |